# 77-es trolibusz (Budapest, 1955–1963)
A budapesti 77-es jelzésű trolibusz az Orczy tér és a Kálvin tér között közlekedett. A járatot a Budapesti Közlekedési Vállalat üzemeltette.

## Története
1954. április 22-én az Orczy tér és a Kálvin tér között a 74-es trolibusznak betétjárata indult 74A jelzéssel, amit 1955. február 28-án 77-esre számoztak át. A 77-es 1963-ban szűnt meg, helyette a 74-es trolibuszok közlekedtek.

## Útvonala
| Kálvin tér felé                              | Orczy tér felé                                                                      |
| -------------------------------------------- | ----------------------------------------------------------------------------------- |
| Orczy tér vá. – Baross utca – Kálvin tér vá. | Kálvin tér vá. – Baross utca – Diószeghy Sámuel utca – Csobánc utca – Orczy tér vá. |

## Megállóhelyei
Az átszállási kapcsolatok között az azonos útvonalon közlekedő 74-es trolibusz nincsen feltüntetve.
| 0  | Kálvin tér végállomás | 9 | 42, 47, 49, 49A, 52, 53, 53A, 60, 63 6, 7, 8, 9, 15, 93, 134, 193 |
| 2  | Szentkirályi utca     | 7 | 9                                                                 |
| 3  | József körút          | 5 | 4, 4A, 6, 46, 66 9, 12, 117                                       |
| 5  | Koszorú utca          | 3 | 9                                                                 |
| 7  | Kulich Gyula tér      | 2 | 9, 89, 99                                                         |
| 8  | Csobánc utca          | ∫ |                                                                   |
| 10 | Orczy tér végállomás  | 0 | 20, 23, 23A, 24, 25, 28, 28A, 36 9, 33, 89, 99, 117               |